# Criston Brunkard
Criston Brunkard, nacido el 17 de febrero de 1978, es un futbolista internacional de Curazao, se desempeña en el terreno de juego como mediocampista y su actual equipo es el CRKSV Jong Holland de la primera división del Fútbol de las Antillas Neerlandesas.

## Trayectoria
- RKV FC Sithoc  2003-2009
- CRKSV Jong Holland  2009-presente